# Happy Birthday - Wan kheud khong nay wan tay khong chan
Happy Birthday - Wan kheud khong nay wan tay khong chan (Happy Birthday วันเกิดของนาย วันตายของฉัน) è una serie televisiva thailandese creata da GMMTV e diretta da Kanittha Kwunyoo. Va in onda su GMM 25 dal 7 ottobre 2018, per poi concludersi il 30 dicembre dello stesso anno.
La serie viene inoltre pubblicata in latecast su Line TV e YouTube.

## Trama
Quando il giorno del suo compleanno è il giorno della morte di sua sorella. Nel giorno del suo diciassettesimo compleanno, i due fratelli riescono a connettersi nuovamente e lei ha bisogno del suo aiuto per riscattarsi e per scusarsi per ciò che ha fatto al suo ex-fidanzato.

## Personaggi e interpreti

### Principali
- Tonmai, interpretato da Purim Rattanaruangwattana "Pluem".
Fratellastro di Thannam, nel giorno del suo diciassettesimo compleanno scopre di poter vedere e parlare con lo spirito della sorellastra e decide di aiutarla a comunicare con l'ex-fidanzato.
- Thannam, interpretata da Lapassalan Jiravechsoontornkul "Mild".
Sorellastra di Tonmai, suicidatasi nel giorno della sua nascita. In vita era la fidanzata di Tee.
- Tee, interpretato da Puttichai Kasetsin "Push" (adulto) e Pronpiphat Pattanasettanon "Plustor" (adolescente).
Ex-fidanzato di Thannam, crede di essere la causa del suo suicidio.

### Ricorrenti
- Noina, interpretata da Ployshompoo Supasap "Jan".
Migliore amica di Tonmai e fidanzata di Top.
- Phana, interpretato da Thanaboon Wanlopsirinun "Na" (adulto) e Wachirawit Ruangwiwat "Chimon" (adolescente).
Migliore amico di Tee e insegnante di educazione fisica nella scuola di Tonmai e i suoi amici.
- Chayt, interpretato da Santisuk Promsiri "Noom".
Padre di Tonmai e Thannam.
- Orn, interpretata da Sruangsuda Lawanprasert "Namfon".
Madre di Tonmai.
- Tai, interpretato da Sorapong Chatree.
Confidente di Thannam, visto dalla ragazza come una figura paterna, e successivamente anche di Tonmai. Lavora in un chiosco di cibo nella scuola dei due ragazzi.
- Top, interpretato da Korn Khunatipapisiri "Oaujun".
Fidanzato di Noina, è geloso di Tonmai poiché i due passano molto tempo assieme.
- Jane, interpretata da Alice Tsoi.
- Due, interpretata da Intira Yuenyong "In".
- Prat, interpretato da Sukol Sasijulaka "Jome".
- Chymphy, interpretata da Achita Sikamana "Im".
Madre di Thannam.

### Cameo
- Intervistatore, interpretato da Nachat Juntapun "Nicky".
- Intervistatore, interpretato da Leo Saussay.
- Singto Prachaya, interpretato da Prachaya Ruangroj "Singto".
- Krist Perawat, interpretato da Perawat Sangpotirat "Krist".
- Jennie Panhan, interpretata da Jennie Panhan.
- Puen, interpretato da Jirakit Thawornwong "Mek".

## Episodi
| Stagione       | Episodi | Prima TV |
| -------------- | ------- | -------- |
| Prima stagione | 13      | 2018     |

## Colonna sonora
- Sarunchana Apisamaimongkol - Jam chan dai reu plao (sigla iniziale e finale)[4]